# Emiel Boersma
Emiel Nicolaas Paulus Boersma (* 25. August 1980 in Amsterdam) ist ein niederländischer Beachvolleyballspieler.

## Karriere
Boersma absolvierte 2002 einige Open-Turniere mit Bram Ronnes, ehe er im folgenden Jahr ein neues Duo mit Max Backer bildete. Boersma/Backer wurden Fünfter der Europameisterschaft 2003, nachdem sie erst im Viertelfinale den Deutschen Dieckmann/Reckermann unterlegen waren. Anschließend scheiterten sie allerdings in der Vorrunde der Weltmeisterschaft in Rio de Janeiro. Mit Richard de Kogel musste sich Boersma bei der WM 2005 in Berlin den späteren Siegern Márcio Araújo/Fábio Luiz geschlagen geben, nachdem die beiden Niederländer in der zweiten Hauptrunde die Titelverteidiger Emanuel/Ricardo bezwungen hatten. Im gleichen Jahr wurde Boersma niederländischer Meister.
Bei der Europameisterschaft 2006 kam es für Boersma und seinen neuen Mitspieler Mathijs Mast nach dem Auftaktsieg gegen die Russen Barsuk/Kolodinski zu zwei nationalen Duellen, in denen sie zunächst Nummerdor/Richard Schuil in drei Sätzen besiegten, bevor sie gegen die späteren Finalisten Jochem de Gruijter/Ronnes verloren. Anschließend schieden sie gegen die Deutschen Klemperer/Schneider aus. 2007 und 2008 spielte Boersma wieder mit Bram Ronnes. Bei der Weltmeisterschaft in Gstaad wurde das wiedervereinte Duo Gruppenzweiter hinter den Turniersiegern Rogers/Dalhausser aus den USA und erreichte das Achtelfinale gegen deren Finalgegner Barsuk/Kolodinski. Gegen die Russen unterlagen sie auch bei der Europameisterschaft 2007, ehe sie eine Runde vor dem Halbfinale gegen die Deutschen Klemperer/Koreng ausschieden und den fünften Platz belegten. Im nächsten Jahr reichte es in Hamburg nur zu Rang 17. Trotzdem konnten sie sich für die Olympischen Spiele in Peking qualifizieren. Dort besiegten sie im letzten Vorrundenspiel die Deutschen Brink/Dieckmann, scheiterten aber in den Playoffs der Gruppendritten gegen an Klemperer/Koreng.
2009 bildete Boersma ein neues Duo mit Joppe Paulides, für das die Teilnahme an der WM in Stavanger wegen einer Verletzung vorzeitig endete. Nach einer erfolglosen Partnerschaft mit Alexander Brouwer kam er 2010 mit seinem aktuellen Mitspieler Daan Spijkers zusammen. Bei der Weltmeisterschaft 2011 schieden Boersma/Spijkers als Gruppenletzte nach der Vorrunde aus. Im August 2011 scheiterten Boersma/Spijkers bei der Europameisterschaft in Kristiansand im Achtelfinale erneut an Klemperer/Koreng. Anschließend wurden sie Fünfte bei den Den Haag Open.
Das gleiche Ergebnis erzielten sie 2012 bei den Grand Slams in Shanghai und Peking. Bei der EM in Scheveningen erreichten sie vor heimischem Publikum als Gruppenzweite hinter Klemperer/Koreng die KO-Runde. Dort setzten sie sich zunächst gegen die Österreicher Müllner/Wutzl und im Achtelfinale gegen die Deutschen Erdmann/Matysik durch. Anschließend besiegten sie im nationalen Duell Nummerdor/Schuil. Mit einem 2:1 im Halbfinale gegen Skarlund/Spinnangr aus Norwegen kamen sie ins Endspiel, das sie gegen die Titelverteidiger Brink/Reckermann verloren. Nach der EM wurden Boersma/Spijkers noch Fünfte beim Berliner Grand Slam, bevor sie sich wenig später trennten.
Beim Grand Slam 2013 in Den Haag trat Boersma mit Richard de Kogel an.